# 南アフリカ警察 (1913年-1994年)
南アフリカ警察（英語: South African Police, アフリカーンス語: Suid-Afrikaanse Polisie, SAP）は、1913年から1994年にかけての南アフリカ連邦（後の南アフリカ共和国）の国家警察および法執行機関。1939年から1981年まで南西アフリカ（現在のナミビア）においても事実上の警察として機能した。

## 歴史
1910年に南アフリカ連邦が設立された後、それまでの4植民地（ケープ植民地・ナタール植民地・オレンジ川植民地・トランスヴァール植民地）の警察部隊が合併して1913年4月1日に設立された。最初の警察総監はテオ・G・トロッター大佐で、その指揮下に5,882人の男性がいた。警察は労働組合を監視し、都市や農村地域で法執行活動を実施することで南アフリカ軍と協力してきた。
第一次世界大戦中から1926年まで、南アフリカ警察が警察権と法執行の権力を引き継いだとき、警察はそれまでの地元民兵隊を解体するために動いた。1939年、南アフリカ警察はその当時南アフリカ連邦の統治下にあった南西アフリカの警察を引き継ぎ、当地の警察責任者となった。
警察当局はしばしば緊急事態への支援を軍に要請した。第二次世界大戦中、1つのSAP旅団が南アフリカ陸軍 (South African Army) の北アフリカ第2歩兵師団を担当した。戦後の1948年1月1日、南アフリカ警察は国際刑事警察機構に加入した。
1948年に保守的な国民党が反対する自由主義者たちを選挙で追放したとき、政府は警察と軍隊の関係を強化する法律を制定した。その後、警察は敵対的な群衆に直面したときに重武装した。1958年の警察法は、法と秩序の維持、犯罪の調査と防止などの通常の警察機能を超えてその指定範囲を拡大し、暴動を阻止し、体制への抗議者・反対者に対して予防措置を講じる特別な権限を与えた。1965年の警察改正法により、警察は国境から1マイル以内にいる人物、その所有物、車両、航空機への捜査を断りなく実施し、捜査中に発見したものを押収できるようになった。この法の適用範囲は1979年に国境から8マイル以内に、1983年には国全体に拡張された。アパルトヘイト時代の南アフリカ警察では、悪名高いクレイグ・ウィリアムソンとオリビア・フォーサイスがスパイとして行動した。
南アフリカ警察は1981年に南西アフリカに対する責任を放棄した。代わって、1986年に南アフリカ鉄道警察が南西アフリカの警察機能を担った。
アパルトヘイトの期間中、南アフリカ警察にはアパルトヘイト体制への反対者に対する盗聴・潜入といった戦術や手法を実行し、抑留者の拷問や黒人集団に対する過度の武力に関連する組織やグループと戦うように設計された特別支部 (Security Branch (South Africa)) があった。1994年に南アフリカ共和国が多数決に移行した後、南アフリカ警察 (South African Police Service) （SAPS）として再編成された。ネルソン・マンデラが権力を握った後、特別支部は「国家の敵」に対する定義運動の調査で犯罪インテリジェンス部隊 (Crime Intelligence Division) となった。